# Equinàcia
L'equinàcia de fulla estreta (Echinacea angustifolia) és una planta de la família de les Asteràcies. És una espècie originària d'Amèrica, tot i que a causa de la bellesa de les seves flors es cultiva a Europa des de fa molt temps, havent-se'n assilvestrat alguns exemplars des de jardins. Floreix durant tot l'estiu, però per recol·lectar-la s'ha de fer a la primavera o tardor.

## Etimologia
El primer terme de l'espècie, "echinacea", deriva de la paraula grega echino (espinós) aplicat al seu disc central. El segon terme, "angustifolia", fa referència a les seves fulles estretes.

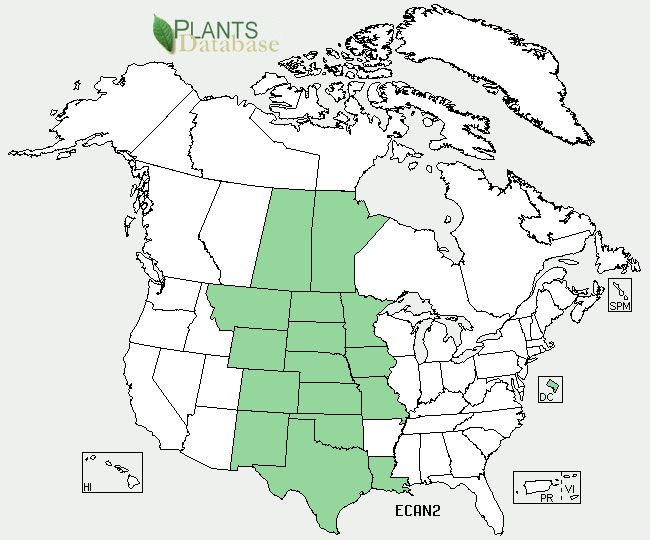
Distribució de l'equinàcia

## Distribució i ecologia
La planta és originària d'Amèrica del Nord i va ser introduïda a Europa cap a l'any 1930.
En l'actualitat és molt abundant als Estats Units, sobretot als estats més occidentals, com són Illinois i Nebraska, tot i que també s'estén cap al sud fins a Missouri, Louisiana, Oklahoma, Kansas, Florida, Texas i Mèxic. És cultivada com a planta medicinal en diversos països del centre d'Europa i pot trobar-se també àmpliament com a planta de jardí en un gran nombre de països de la resta del món.
A Catalunya és present en explotacions industrials per ser una espècie d'interès farmacèutic.
En català, també es coneix amb els noms de flor cònica de la prada i flor porpra de la prada.
Originàriament creix en sòls pobres, rocosos i ben drenats, que presentin un pH neutre o lleugerament bàsic. És resistent a la sequera i a les gelades (pot suportar temperatures de fins a –25 / –40 °C). Creix millor a ple sol, encara que tolera mitja ombra. Malgrat la seva rusticitat, s'ha comprovat que les plantes responen bé al reg i a una fertilització adient als continguts de nutrients del sòl.

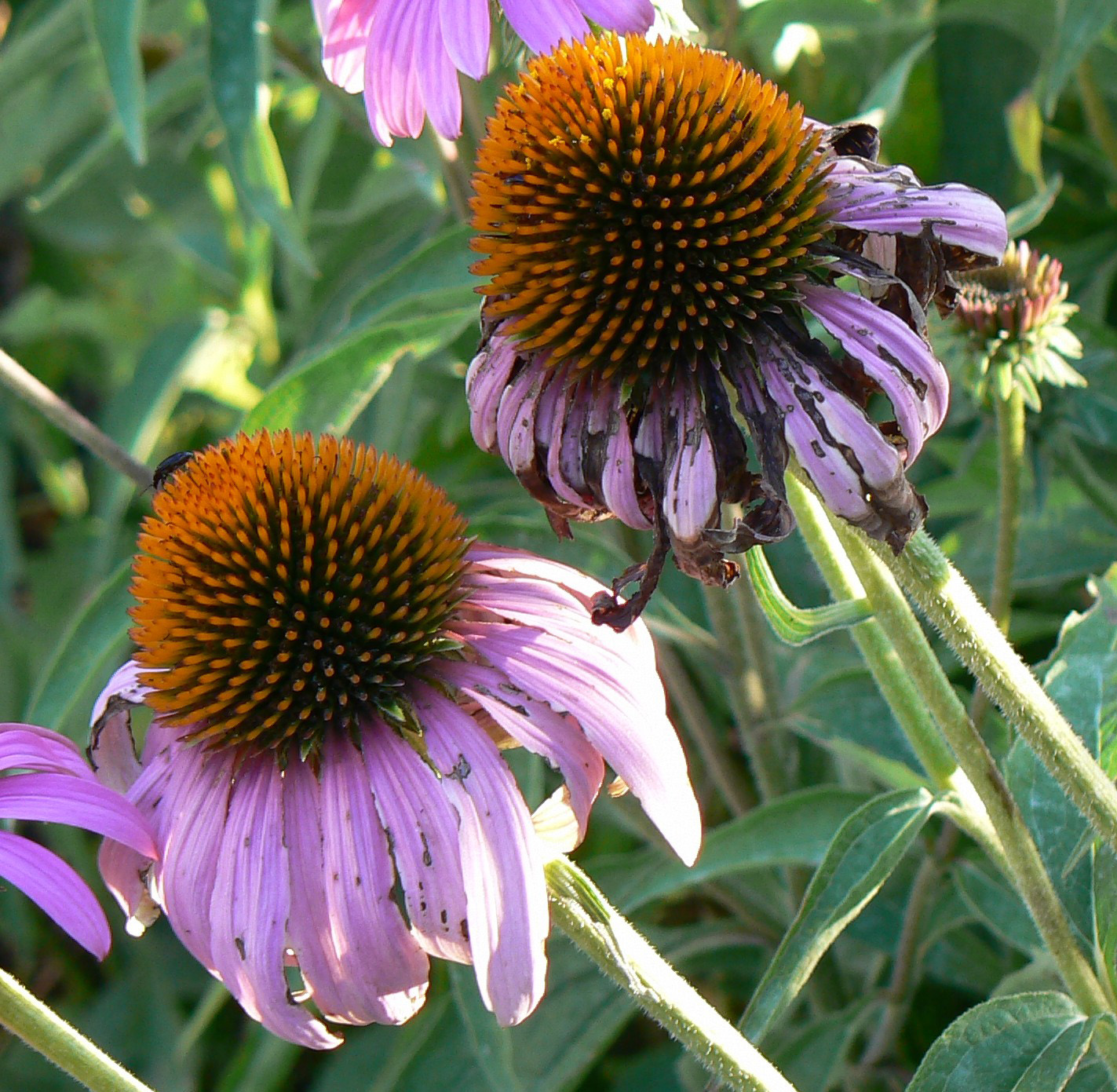
Echinacea angustifolia

## Descripció
Planta herbàcia perenne amb la tija aèria que mor a l'hivern, però l'arrel es manté tot l'any i la part perduda torna a créixer. La seva mida és variable i es troba al voltant dels 45 cm. L'arrel és axonomorfa, fibrosa i la tija és aèria, erecta, cilíndrica, herbàcia i hirsuta (tota ella és recoberta de pèls aspres i rígids). Les fulles són també hirsutes, tenen una forma lineal-lanceolada, un marge sencer ondulat i són peciolades. Tenen 3 nervis gruixuts molt sortints en l'anvers, mentre que en el revers deixen un espai. Fan uns 5-20 cm de llargada i 1,5-10 cm d'amplada i es disposen a la tija de forma oposada o alterna.
Pel que fa a la repartició de sexes, és una planta monoica de flors hermafrodites (els dos sexes estan presents en un sol tipus de flor) que apareixen entre mig estiu i l'inici de la tardor.
Les seves inflorescències són en capítol; les flors, sèssils, es disposen sobre un disc o receptacle, envoltat per un involucre de bràctees. Els receptacles tenen forma d'arc cònic i són punxeguts; en ells s'hi poden diferenciar dos tipus de flors: al centre, flors tubulars punxegudes i fèrtils anomenades flòsculs i, a la base, flors ligulades estèrils.
La morfologia dels flòsculs, que són les flors hermafrodites, és la següent: són petites, hermafrodites, pentàmeres, dialipètales i de simetria actinomorfa. El seu androceu és singenèsic de 5 estams. El seu gineceu és ínfer, bicarpel·lar, amb l'ovari unilocular, un primordi seminal, un estil i 2 estigmes (cenocàrpic paracàrpic).
Les lígules, que són les flors estèrils, no tenen òrgans reproductors i la seva corol·la és gamopètala (amb 3 pètals de color violat soldats).
El fruit és un tetraqueni espinós.
Les parts de la planta usades per les seves virtuts medicinals són les arrels i el rizoma.

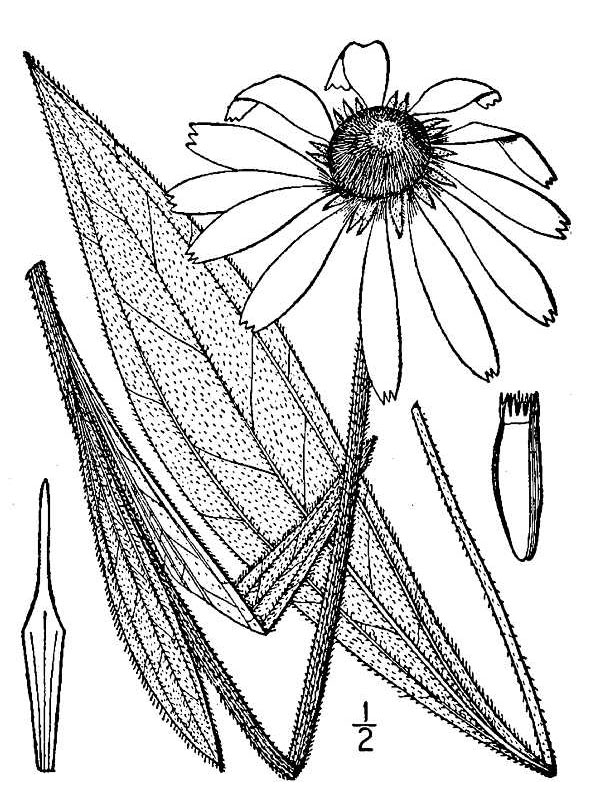
Dibuix Echinacea angustifolia

## Composició química
1) Arrels i sumitats florides:
- Polisacàrids heterogenis i glucoproteïnes: fructogalactoxiloglicans, arabinogalactans, ramnoarabinogalactans...
- Alcaloides pirrolizidínics: tussilagina i isotussilagina.
- Amides: alquilamides (almenys 20, especialment isobutilamides amb cadenes d'àcids grassos d'11 a 16 carbonis) i echinaceïna (amida insaturada).
- Carbohidrats: polisacàrids d'alt pes molecular, equinacina, inulina i sucres (fructosa, glucosa...).
- Àcids fenòlics lliures: àcid cafeïc, achicòric, ferúlic i clorogènic.
- Èsters de l'àcid cafeïc: equinacòsid A i B, verbascòsid i cinarina.
- Flavonoides: rutina, quercitrina i kenferol.
- Poliens: poliacetilens.
- Resina (que conté àcids oleic, linoleic, ceròtic i palmític, així com fitoesterols).

2) Part aèria:
- Olis essencials: borneol, bornilacetat, cariofilè, etc.

## Farmacologia
L'equinàcia pertany al grup dels immunomoduladors, que es caracteritzen per induir, qualitativament o quantitativa, sobre les cèl·lules immunocompetents o leucòcits. A través d'ells s'activen mecanismes de protecció davant d'agents externs com virus, bacteris i fongs.
En diversos estudis s'ha provat l'eficàcia immunomoduladora i antiviral de l'equinàcia, però no hi ha proves que el seu ús prolongat sigui efectiu.
Tot i això, en estudis "in vitro" sobre granulòcits humans s'ha comprovat que l'extracte de la planta produeix un augment en la fagocitosi en un 23%. També es produeix l'estimulació de la secreció de TNF (Tumour Necrosis Factor) per part de macròfags i limfòcits, producció d'interferó beta i interleucines 1, 6 i 10. Aquestes accions podrien ser la causa última de l'activació de cèl·lules T no específiques.
L'equinàcia, a més, contribueix a reparar parcialment els teixits afectats per la infecció, donat que inhibeix l'acció de l'enzim hialuronidasa tissular i bacteriana (enzim que forma part del mecanisme primari de defenses), via formació d'un complex polisacàrid-àcid hialurònic.
L'acció d'aquesta planta, no es deu només a un principi actiu, sinó que l'àcid axicòric, les alquilamides i les glucoproteïnes junt amb els polisacàrids, etc., actuen sinèrgicament, produint la seva activitat.
D'una altra banda les isobutilamides i els polisacàrids exerceixen un efecte antiinflamatori per la inhibició de la ciclooxigenasa i de la 5-lipooxigenasa.
La seva activitat cicatritzant afavoreix la formació del teixit de granulació que és necessari per a la curació de ferides; estimula la proliferació de fibroblasts responsables de la regeneració de teixits i la formació de cicatrius.

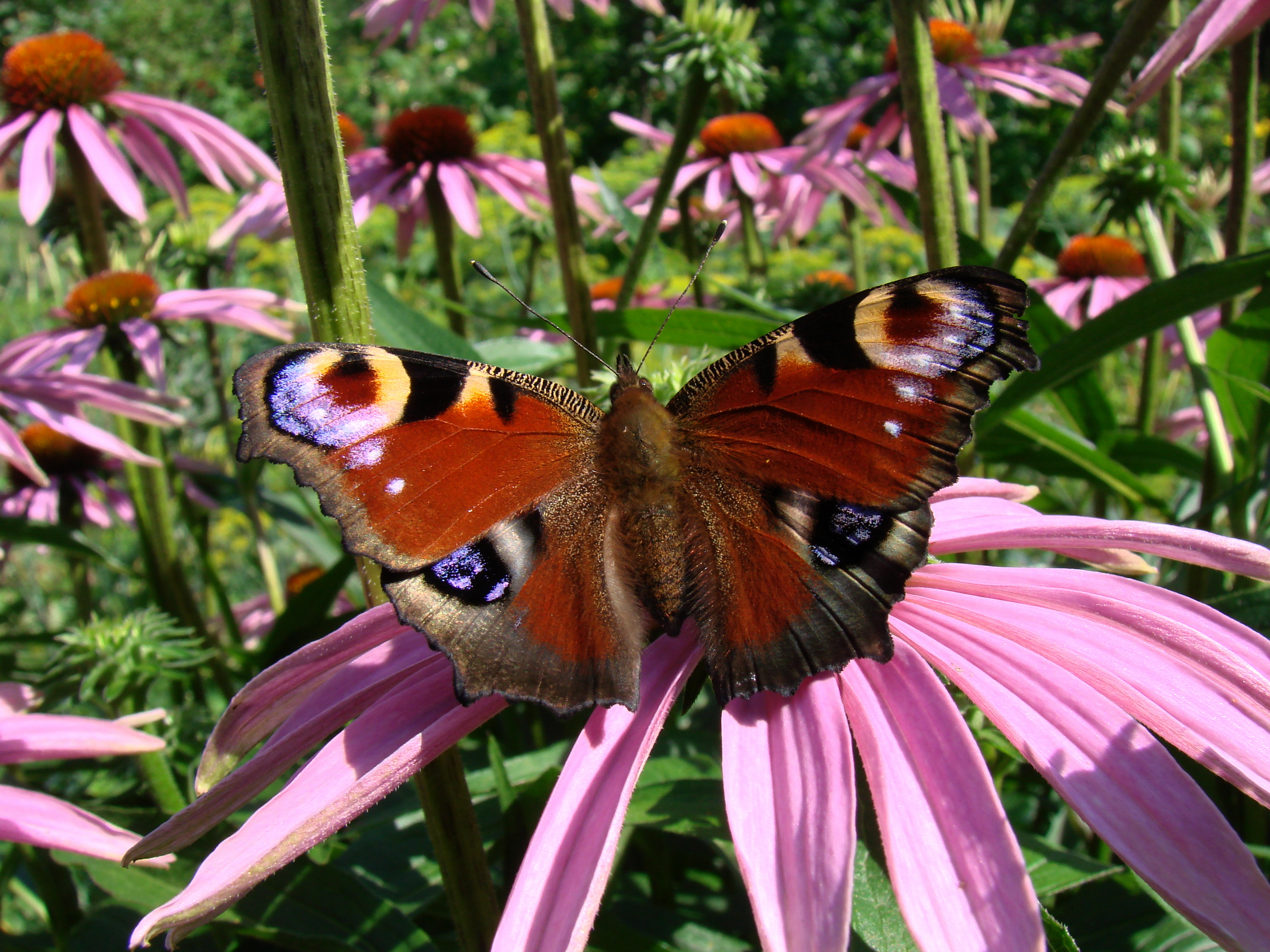
Equinàcia amb papallona

## Ús tradicional i història
L'equinàcia ha estat utilitzada tradicionalment pels indis nord-americans, especialment per a la curació de ferides de les fletxes o les mossegades de les serps, així com per a tota una sèrie d'aplicacions bactericides (ferides, afeccions oculars, nafres a la boca, refredats, etc.).
A mesura que els colons s'anaven estenent cap a l'oest van conèixer les diferents aplicacions de la planta, fins que, a finals del segle xix, va ser inclosa com a planta medicinal dins la farmacopea occidental, període en el qual s'utilitzava principalment com a remei per la gonorrea o la sífilis. Amb l'aparició dels antibiòtics va perdre el seu ús, fins que l'últim quart de segle XX que es recupera. En l'actualitat és una de les plantes de més reputació en la medicina natural americana, i la seva utilització dins l'europea està en creixement.

## Efectes adversos i toxicitat
Rarament s'han descrit efectes adversos per a l'organisme; el seu contingut en alcaloides pirrolizidínics, els quals són tòxics per al fetge, és tan insignificant que no suposa cap mena de problema de toxicitat.
Malgrat tot, el seu consum pot produir efectes secundaris lleus:
- Augment de la salivació.
- Molèsties gastrointestinals lleus com gastràlgies,[2] dispèpsies,[2] nàusees o vòmits.
- Increment de les ganes d'orinar.
- Reaccions al·lèrgiques/dermatològiques com són les erupcions exantemàtiques amb prurit.

S'han descrit casos puntuals d'anafilaxi amb edema facial, mareig, hipotensió i dispnea.

## Contraindicacions
Tot i que existeix poca informació toxicològica sobre la planta, es considera que és segura quan s'administra segons la dosi recomanada.
De tota manera, el seu ús està contraindicat durant l'embaràs i la lactància a causa de la poca informació sobre la seva seguretat.
Pot existir una reacció al·lèrgica creuada entre les espècies d'equinàcia i altres plantes de la mateixa família en persones sensibles a la planta o altres espècies de la família de les compostes.
En casos de diabetis cal controlar les concentracions de glucèmia, ja que pot disminuir durant el tractament.

## Possibles interaccions medicamentoses
La interacció de l'equinàcia amb altres medicaments és teòrica, ja que no s'ha pogut demostrar.
Teòricament s'ha d'evitar l'associació d'equinàcia amb ciclosporina o corticoides, ja que pot inhibir l'efecte immunosupressor.
També evitar l'associació amb amiodarona, metotrexat, ketoconazole o esteroides anabolitzants, per la possibilitat d'augmentar el dany hepàtic produït per aquests fàrmacs.
En casos d'administració d'antidiabètics orals o insulina, se n'haurà d'ajustar la dosi, per la possibilitat de produir una hipoglucèmia.